# ثور (فلم)
ثور (بالإنجليزية: Thor) هو فيلم بطل خارق أمريكي صدر سنة 2011، مبني حول شخصية مارفل كومكس التي تحمل نفس الاسم، الفيلم من إخراج كينيث براناه وبطولة كريس هيمسوورث، ناتالي بورتمان وتوم هيدليستون.
والنجوم كريس هيمسوورث في دور ثور جنبًا إلى جنب راي ستيفنسون، إدريس إلبا، كات دينينجز، رينيه روسو، أنتوني هوبكنز. بعد إعادة إشعال حرب نائمة، تم نفي ثور من أسكارد إلى الأرض، وتجريده من قواه ومطرقته ميولنير. بينما يخطط شقيقه لوكي لتولي عرش أسغارديان، يجب أن يثبت ثور نفسه.
سام رايمي طور لأول مرة مفهوم تعديل الفيلم على أساس «ثور» في عام 1991، لكنه سرعان ما تخلى عن المشروع، وتركه في «جحيم التطوير» لعدة سنوات. خلال هذا الوقت، تم الحصول على الحقوق من قبل العديد من استوديوهات الأفلام حتى وقع مارفيل لتطوير المشروع في عام 2006، وخطط لتمويله وإصداره من خلال باراماونت. تم تكليف ماثيو فون بإخراج الفيلم لإصداره المبدئي عام 2010. ومع ذلك، بعد إطلاق فون من صفقة عقده في عام 2008، تم الاقتراب من برانا وتمت إعادة جدولة إصدار الفيلم إلى 2011. تم تمثيل الشخصيات الرئيسية في عام 2009، وتم التصوير الرئيسي في كاليفورنيا ونيو مكسيكو من يناير إلى مايو 2010. تم تحويل الفيلم إلى ثلاثي الأبعاد في مرحلة ما بعد الإنتاج.
تم عرض فيلم ثور لأول مرة في سيدني في 17 أبريل 2011، وتم إصداره في الولايات المتحدة في 6 مايو، كجزء من المرحلة الأولي من MCU. حقق الفيلم نجاحًا ماليًا، حيث حقق 449.3 مليون دولار في جميع أنحاء العالم.

## القصة
في عام 965م شن أودين، ملك أسجارد، حربًا ضد عمالقة الجليد في عالم الجليد يوتنهايم وقائدهم لوفي، لمنعهم من غزو العوالم التسعة، بدءًا من الأرض الميدغارد. هزم المحاربون الأسغارديون عمالقة الصقيع في تونسبيرغ، النرويج، واستولوا على مصدر قوتهم، تابوت الشتاء القديم.
في الوقت الحاضر، نجل أودين، ثور يستعد للصعود إلى عرش أسجارد، ولكن تم مقاطعته عندما حاول عمالقة الصقيع استعادة النعش. ضد أمر أودين، يسافر ثور إلى يوتنهايم لمواجهة لوفي، برفقة شقيقه لوكي وصديق الطفولة سِف و المحاربين الثلاثة : فولستاغ و فاندرال و هوجن. تلا ذلك معركة حتى تدخل أودين لإنقاذ الأسجارديين، ودمر الهدنة الهشة بين السباقين. من أجل غطرسة ثور، يجرد أودين ابنه من قوته الإلهية وينفيه إلى الأرض باعتباره بشريًا، مصحوبًا بمطرقته ميولنير، المحمية الآن بسحر يسمح فقط للذي يستحق أن يمارسها.
يهبط ثور في مدينة نيو مكسيكو، حيث عثرت عليه عالمة الفيزياء الفلكية الدكتورة جين فوستر ومساعدها دارسي لويس والمعلم إريك سيلفيج. يجد السكان المحليون مطرقة ثور، والتي قام شيلد (منظمة). سرعان ما استولى العميل فيل كولسون على الأمر قبل أن يحصل بالقوة على بيانات فوستر حول الثقب الدودي الذي أوصل ثور إلى الأرض. ثور، بعد أن اكتشف موقع مطرقته الميولنير القريب، يسعى لاستعادته من المنشأة التي كان شيلد. شيدها، لكنه وجد نفسه غير قادر على رفعها وتم القبض عليه. بمساعدة سيلفيج، تم تحريره واستقال إلى المنفى على الأرض حيث وقع ثور في قصة حب مع جين فوستر.
يكتشف لوكي أنه ابن لوفي البيولوجي، وقد تبناه أودين بعد انتهاء الحرب. يواجه لوكي أودين، الذي يسقط بضجر في "اودين سليب" لاستعادة قوته. يأخذ لوكي العرش بدلاً من أودين ويعطي لوفي فرصة لقتل أودين واستعادة النعش. حاول سيف ومحاربون الثلاثة، غير الراضين عن حكم لوكي، إعادة لوكي من المنفى، وأقنع هيمدال حامي آسغارد، وحارس جسر بيفروست - وسيلة السفر بين العوالم - للسماح لهم بالمرور إلى الأرض. وإدراكًا لخطتهم، يرسل لوكي المدمر، وهو إنسان آلي يبدو غير قابل للتدمير، لملاحقتهم وقتل ثور. يجد المحاربون ثور لكن المدمر يهاجمهم ويهزمهم، مما دفع ثور إلى تقديم نفسه بدلاً من ذلك. بعد أن أصابه المدمر وشارف على الموت، أثبت ثور أنه يستحق تضحيته لممارسة ميولنير. تعود المطرقة إليه، وتستعيد قواه وتمكنه من هزيمة المدمر. ويقوم ثور بتقبيل فوستر ويقوم بتوديعها وداعًا حاراً وبعد أن تعهد لها بالعودة، يغادر مع زملائه الاسغارديين لمواجهة لوكي.
في اسجارد، يخون لوكي ويقتل لوفي، ويكشف عن خطته الحقيقية لاستخدام محاولة لوفي في حياة أودين كذريعة لتدمير يوتنهايم بجسر بيفروست ، وبالتالي يثبت أنه يستحق والده بالتبني. يصل ثور ويحارب لوكي قبل تدمير جسر بيفروست لإيقاف خطة لوكي، ويقطع السبل بنفسه في اسجارد. يوقظ أودين ويمنع الأخوين من السقوط في الهاوية التي نشأت في أعقاب تدمير الجسر، لكن يبدو أن لوكي ينتحر من خلال السماح لنفسه بالسقوط عندما يرفض أودين مناشداته للموافقة. يقوم ثور بتعويض أودين، معترفًا بأنه غير مستعد ليكون ملكًا؛ في هذه الأثناء، على الأرض، تبحث فوستر وفريقها عن طريقة لفتح بوابة إلى أسكارد.
في مشهد ما بعد الائتمانات، يتم نقل سيلفيج إلى شيلد (منظمة)، حيث يفتح نيك فيوري حقيبة ويطلب منه دراسة كائن غامض على شكل مكعب، والذي يقول فيوري إنه قد يكون له قوة لا توصف. يدفع لوكي غير المرئي سيلفيج للموافقة، وهو يفعل ذلك.

## طاقم التمثيل
- كريس هيمسوورث بدور ثور.
- ناتالي بورتمان بدور الدكتورة جاين فوستر.
- توم هيدليستون بدور لوكي.
- راي ستيفينسون بدور فولستاغ.
- كات دينينج بدور دارسي لويس.
- أنتوني هوبكنز بدور اودن والد ثور

## الموسيقى التصويرية
تم كتابة موسيقى الفيلم من قبل الملحن باتريك دويل، تعاون أكثر من مرة مع براناغ. وصف دويل ثور بأنه «أشهر فيلم أخرجه تجاريًا منذ فرانكشتاين»، مضيفًا أن عملية التأليف كانت تواجه تحديًا يتمثل في محاولة إيجاد نبرة تناسب ازدواجية أسغارد والأرض. وهكذا أجرى دويل وبراناغ مناقشات متكررة حول الاتجاه الموسيقي، ومع اقتراح المدير شعورًا معاصرًا وتوازنه بين الموسيقى و«الصور الكبرى لم تكن مبالغة بأي شكل من الأشكال»، والملحن بدوره نفذ «إحساساً قوياً باللحن، وهو ما يستجيب له في عملي»، كما أعلن دويل أن خلفيته السلتية جعلته على دراية بالأساطير الإسكندنافية، كما وفرت أغنية سلتيكية شعبية قديمة مصدر إلهام لموسيقى الفيلم. تم إصدار ألبوم صوتي بواسطة تسجيلات بوينا فيستا في أبريل 2011.

## الإصدار

### العرض المسرحي
أقام ثور عرضه العالمي الأول في مسرح إفينت سبنيماز في جورج ستريت، سيدني في 17 أبريل 2011، مع افتتاح الفيلم في 21 أبريل 2011 في أستراليا. في عطلة نهاية الأسبوع التالي، تم افتتاحه في 56 سوقًا، بينما أقيم العرض الأول في مسرح إل كابيتان في لوس أنجلوس، كاليفورنيا في 2 مايو 2011. افتتح ثور في 6 مايو 2011 في الولايات المتحدة، في 3955 مسرحًا (منها 214 كانت مسارح آيماكس ثلاثية الأبعاد و2737 مسرح ثلاثي الأبعاد، وهو مبلغ قياسي).

### الإصدار المنزلي
أعلنت استوديوهات مارفيل وباراماونت بيكتشرز في يوليو 2011 عن إصدار ثور بصيغة بلو راي ثلاثي الأبعاد وبلو راي ودي في دي. تم إصدار الأقراص بواسطة باراماونت لتوزيع الوسائط المنزلية في 13 سبتمبر 2011 في ثلاثة طبعات: قرص دي في دي قرص واحد، وحزمة أقراص بلو راي دي في دي، وحزمة أقراص 3 بلو راي/دي في دي/ثري دي كومبو. تأتي جميع المجموعات بمشاهد محذوفة وميزة «الطريق إلى المنتقمون». تتضمن الحزمة المكونة من قرصين و3 أقراص نسخة رقمية.
وقال براناغ إن الدي في دي يتضمن 20 دقيقة على الأقل من المشاهد المحذوفة. ذكر براناغ أن اللقطات تحتوي على «أشياء مثل الوالدين الأسغارديين أودين وفريغا التي يؤديها رينيه روسو، هناك بعض المشاهد الجميلة التي أعتقد أن الناس سيستمتعون بها. وبالتأكيد يتفاعل ثور ولوكي بطرق مختلفة تملأ قليلاً القصة، كان ذلك جزءًا من بروفتنا وبحثنا.» احتل ثور في الأسبوع الأول من إصداره المركز الأول على مخطط مبيعات بلو راي / دي في دي وتصدر مخطط تأجير مجلة هوم ميديا لـ أسبوع.
تم جمع الفيلم أيضًا في مجموعة من 10 أقراص تحت عنوان «عالم مارفل السينمائي: المرحلة الأولى - المنتقمون المجمعون» والذي تضمن جميع أفلام المرحلة الأولى في عالم مارفل السينمائي. تم إصداره من قبل استوديوهات والت ديزني للترفيه المنزلي في 2 أبريل 2013.

## الاستقبال

### شباك التذاكر
حصل ثور على 181 مليون دولار في أمريكا الشمالية و268.3 مليون دولار في الأقاليم الأخرى بإجمالي 449.3 مليون دولار في جميع أنحاء العالم. كان الفيلم الخامس عشر الأكثر ربحًا لعام 2011.
حصل ثور على 25.5 مليون دولار في يوم افتتاحه في الولايات المتحدة وكندا، بما في ذلك 3.3 مليون دولار من معاينات الخميس، بإجمالي إيرادات نهاية الأسبوع بلغت 65.7 مليون دولار. 6.2 مليون دولار من الإجمالي جاءت من عروض آيماكس ثلاثية الأبعاد، في حين أن 60٪ من الإجمالي جاء من العروض ثلاثية الأبعاد. أصبح الفيلم العاشر الأعلى ربحًا لعام 2011 في الولايات المتحدة وكندا، وأعلى فيلم هزلي من مايو إلى أغسطس 2011.
حقق افتتاح ثور في أستراليا 5.8 مليون دولار ليحتل المرتبة الثانية ليونيفيرسال بيكتشرز بعد فاست فايف. كان شباك التذاكر للفيلم أعلى بنسبة 1٪ فقط من فيلم الرجل الحديدي الذي تم افتتاحه في أستراليا عام 2008، وهو أكثر إصدارات مارفيل شهرة في ذلك الوقت. في الأسبوع التالي، افتتح ثور في 56 سوقًا وحقق 89.2 مليون دولار خلال عطلة نهاية الأسبوع. كانت أعلى الأسواق ربحًا للفيلم هي المملكة المتحدة (22.5 مليون دولار) وأستراليا (20.1 مليون دولار) والمكسيك (19.5 مليون دولار).

### استقبال الجمهور
أبلغ مجمع المراجعة روتن توميتوز عن نسبة موافقة بلغت 77٪، بمتوسط تقييم بلغ 6.71 / 10 بناءً على 285 مراجعة. يقرأ الإجماع على الموقع أنه «فيلم مدهش يغوي نطاقه الواسع بالذكاء والفكاهة والدراما الإنسانية، ثور هو فيلم ترفيهي رائع من مارفل.» حدد ميتاكريتيك متوسط درجة 57 من 100 بناءً على 40 ناقدًا، مما يشير إلى «مراجعات مختلطة أو متوسطة». أعطت الجماهير التي استطلعت آراءها سينماسكور الفيلم متوسط درجة "B+" على مقياس A+ إلى F.

## التكملات

### ثور: العالم المظلم
صدر ثور: العالم المظلم في 8 نوفمبر 2013، أخرجه ألان تايلور. أعادوا هيمسوورث، هيدليستون، وبورتمان تمثيل أدوارهم، مع آخرين من الفيلم الأول. حل زكاري ليفي محل فاندرال، في حين انضم كريستوفر إليكستون إلى فريق التمثيل.

### ثور: راجناروك
صدر ثور: راجناروك في 3 نوفمبر 2017، وهو من إخراج تايكا وايتيتي. كتب إريك بيرسون وكريغ كايل وكريستوفر يوست السيناريو، مع إنتاج كيفن فيجي مرة أخرى. كرر هيمسوورث وهيدلستون وهوبكنز وإلبا وأسانو وليفي وستيفنسون أدوارهم، بينما أدى مارك روفالو دور بروس بانر / هولك وظهر بنديكت كومبرباتش بدور ستيفن سترينج، انضم كل من كيت بلانشيت، وتيسا طومسون، وجيف جولدبلوم، وكارل أوربان إلى فريق التمثيل بأدوار هيلا، وفالكيري، وغراندماستر، وسكورج.

## وصلات خارجية
- الموقع الرسمي
- مقالات تستعمل روابط فنية بلا صلة مع ويكي بيانات